# Devět životů (film)
Devět životů (v originále Unstoppable) je americký akční film z roku 2004, který režíroval David Carson a scénář k němu napsal Tom Vaughn. Ve filmu hrají Wesley Snipes, Jacqueline Obradors, Stuart Wilson a Kim Coates. Film byl ve Spojených státech uveden 30. října 2004.

## Děj
Bývalý agent CIA a člen speciálních jednotek Dean Cage (Wesley Snipes) je v odvykacím léčení, protože se pronásledován výčitkami po neúspěšné misi v Bosně, která vedla k úmrtí jeho nejlepšího přítele Scotta (Cristian Solimeno). Zatímco v restauraci čeká na svou přítelkyni, detektivku baltimorské policie Amy Knight (Jacqueline Obradors), která je Scottovou sestrou, je omylem považován za agenta CIA zapojeného do krádeže experimentálního vojenského séra pravdy. Je unesen skutečnými zloději a je mu vpíchnuta droga, která ho nutí znovu prožívat okamžiky z neúspěšné bosenské mise. Dean není schopen rozpoznat, kdo jsou jeho spojenci a kdo jeho nepřátelé a Amy má šest hodin na to, aby našla protijed a zachránila Deanův život.

## Obsazení
- Wesley Snipes jako agent Dean Cage
- Jacqueline Obradors jako detektiv Amy Knight
- Stuart Wilson jako Alex Sullivan
- Kim Coates jako Peterson
- Mark A. Sheppard jako Leitch
- Adewale Akinnuoye-Agbaje jako agent Junod
- Vincent Riotta jako detektiv Jay Miller
- David Schofield jako Dr. Collins
- Nicholas Aaron jako McNab
- Kim Thomson jako agent Kennedy
- Jo Stone-Fewings jako agent Gabriel
- Cristian Solimeno jako Scott Knight
- Gary Oliver jako Sullivanův řidič
- Andrew Pleavin jako Cherney
- Raicho Vasilev jako Strážný ve St. Nevis
- David Fleeshman jako Strážný ve St. Nevis
- Velizar Binev jako kupec
- Asen Blatechki jako odstřelovač